# مرانه (مریوان)
مرانه (مریوان)، روستایی از توابع بخش خاوومیرآباد شهرستان مریوان در استان کردستان ایران است.

## جمعیت
این روستا در دهستان خاوومیرآباد قرار دارد و براساس سرشماری مرکز آمار ایران در سال ۱۳۸۵، جمعیت آن ۳۶ نفر (۹خانوار) بوده‌است.
به نظر می‌رسد نام مریوان از تغییر شکل یافته روستای مرانه شکل گرفته باشد، که به مرور به مروانه و مریوانه و در نهایت به مریوان تغییر یافته‌است.